# Litla Klakksøy
Litla Klakksøy ou Klakksøya est une île norvégienne du comté de Hordaland appartenant administrativement à Bømlo.

## Description
Rocheuse et couverte d'arbres, elle s'étend sur environ 310 m de longueur pour une largeur approximative de 161 m. 